# Sześcian jednostkowy

Sześcian jednostkowy w przykładowym kartezjańskim układzie współrzędnych

Sześcian jednostkowy – typ sześcianu definiowany dwojako:
- szeroko – przez krawędzie jednostkowe, tj. o długości 1[1][2][3];
- wąsko – przez wierzchołki w punktach (x,y,z), gdzie x,y,z są równe 0 lub 1.

Jest to trójwymiarowy odpowiednik kwadratu jednostkowego. Podobnie jak w przypadku kwadratu jednostkowego stanowi wygodną dziedzinę do normalizacji rozkładów zmiennej losowej.